# Troiițke, Perevalsk
Troiițke (în ucraineană Троїцьке) este un sat în așezarea urbană Buhaiivka din raionul Perevalsk, regiunea Luhansk, Ucraina.

## Demografie
Componența lingvistică a localității Troiițke
     Ucraineană (62,07%)
     Rusă (37,93%)
Conform recensământului din 2001, majoritatea populației localității Troiițke era vorbitoare de ucraineană (62,07%), existând în minoritate și vorbitori de rusă (37,93%).